# 28 Days Later
28 Days Later (bra: Extermínio; prt: 28 Dias Depois) é um filme britano-estadunidense de 2002, dos gêneros ficção científica e terror pós-apocalítico, dirigido por Danny Boyle, com roteiro de Alex Garland e estrelado por Cillian Murphy, Naomie Harris, Brendan Gleeson, Megan Burns e Christopher Eccleston.

## Enredo
Um vírus altamente contagioso que causa agressividade, conhecido como "vírus da raiva", é liberado na Grã-Bretanha depois que um chimpanzé infectado é libertado de sua gaiola em um laboratório em Cambridge por um grupo de ativistas dos direitos dos animais. Dentro de segundos de exposição após libertar o chimpanzé enfurecido, um dos ativistas sucumbe ao vírus e infecta imediatamente outro. Nas horas e dias seguintes, ele se espalha rapidamente e se torna uma epidemia, resultando em colapso total da sociedade.
Vinte e oito dias após o surto inicial, o mensageiro de bicicleta Jim, que sofreu um acidente e caiu em coma antes do surto, desperta no Hospital St Thomas em Londres, que está completamente deserto com sinais visíveis de catástrofe. Depois de percorrer as ruas de Londres e entrar em uma igreja, Jim é perseguido por humanos infectados antes de ser resgatado pelos sobreviventes Selena e Mark, que levam Jim para o seu refúgio em uma loja na rua. A pedido de Jim, o grupo viaja a pé para a casa de seus pais em Deptford, onde ele descobre que eles morreram por suicídio, deixando uma nota em que rezavam para que ele não acordasse. O grupo decide que é tarde demais para voltar ao seu refúgio e passa a noite lá. Enquanto os outros estão dormindo, Jim acende uma vela para relembrar fotos e memórias de sua família, atraindo acidentalmente os infectados com a luz. Pouco depois, Mark sofre uma ferida aberta no braço, que é exposta ao sangue infectado durante um ataque, levando Selena a matá-lo imediatamente antes que ele se transforme.
Jim e Selena encontram o taxista Frank e sua filha Hannah no Balfron Tower, de quem aprendem sobre uma transmissão militar que oferece proteção em um bloqueio em Manchester. Com os suprimentos se esgotando, Frank pede a Jim e Selena para acompanhá-lo e a Hannah até o bloqueio, o que eles aceitam. O grupo viaja para Manchester no táxi de Frank, mas ao chegar lá, encontram o bloqueio deserto. Enquanto o grupo luta para planejar seu próximo movimento, Frank é infectado quando uma gota de sangue cai em seu olho. Os soldados chegam pouco depois e matam Frank a tiros.
Os sobreviventes restantes são levados para uma mansão fortificada sob o comando do Major Henry West. No entanto, a segurança prometida pelos soldados acaba sendo um estratagema quando West revela a Jim que a transmissão foi destinada a atrair sobreviventes do sexo feminino para a escravidão sexual. O Major West manda Jim e o Sargento Farrell serem executados depois que eles se recusam a concordar com seu plano, mas Jim escapa depois que Farrell cria uma distração. Enquanto se esconde em um monte de corpos, Jim vê um rastro de jato no céu, mostrando prova de sobreviventes externos pela primeira vez. Após atrair West para longe da mansão, Jim liberta o Soldado Mailer, um soldado infectado mantido acorrentado para observações, resultando na morte ou infecção de todos os homens de West. Jim, Selena e Hannah tentam sair no táxi de Frank, mas West, que se escondeu no banco de trás, atira em Jim. Hannah retali...
Outros 28 dias depois, Jim se recupera em uma casa remota em Cumbria, onde os infectados estão deitados abertamente nas estradas, emaciados e morrendo de fome. Enquanto um jato de combate finlandês sobrevoa, Jim, Selena e Hannah desenrolam uma grande bandeira de pano soletrando a palavra "HELLO". Os três sobreviventes observam otimisticamente o jato enquanto o piloto os avista.

## Elenco
| Ator                  | Personagem       |
| --------------------- | ---------------- |
| Cillian Murphy        | Jim              |
| Naomie Harris         | Selena           |
| Noah Huntley          | Mark             |
| Brendan Gleeson       | Frank            |
| Megan Burns           | Hannah           |
| Luke Mably            | Soldado Clifton  |
| Stuart McQuarrie      | Sargento Farrell |
| Ricci Harnett         | Soldado Mitchell |
| Leo Bill              | Soldado Jones    |
| Junior Laniyan        | Soldado Bell     |
| Ray Panthaki          | Soldado Bedford  |
| Christopher Eccleston | Major Henry West |
| Sanjay Rambaruth      | Soldado Davis    |
| Marvin Campbell       | Soldado Mailer   |
| David Schneider       | Cientista        |

## Produção

### Desenvolvimento
As primeiras influências de Garland incluíam os filmes de George Romero, especialmente Night of the Living Dead (1968) e Dawn of the Dead (1978), que o cativaram durante sua infância. No entanto, ele posteriormente reconheceu que seu interesse no gênero zumbi havia diminuído até seu encontro com o jogo de vídeo Resident Evil (1996), que reavivou sua fascinação pelos zumbis após um período prolongado de desinteresse. Essa ressurgência o levou a redescobrir sua paixão pelos mortos-vivos, que havia permanecido adormecida por algum tempo. Além disso, Boyle, impressionado pelo roteiro de Garland para um filme de zumbis proposto, expressou sua admiração. Essa recomendação é significativa, pois Boyle havia dirigido anteriormente a adaptação cinematográfica do romance de Garland, The Beach, em 2000.
O produtor Andrew Macdonald teve acesso a financiamento da Loteria Nacional e apresentou o projeto à Universal Pictures, que recusou apoiá-lo. Restrições orçamentárias se mostraram um problema, com Christopher Eccleston tendo que aceitar uma redução salarial de emergência.
No comentário em DVD, Boyle e Garland frequentemente o descrevem como um filme pós-apocalíptico e de horror, comentando sobre cenas que foram uma homenagem à trilogia dos Mortos de George A. Romero. Durante a divulgação inicial do filme, Boyle tentou distanciá-lo desses rótulos. Boyle identificou o livro de John Wyndham, O Dia das Trífides, como a inspiração original de Garland para a história. 
Cinco meses após o lançamento do filme na Europa, a editora de videogames NovaLogic organizou uma competição de grafite em uma promoção cruzada com o jogo Devastation. A conexão se deveu principalmente ao tema semelhante de um mundo devastado. Os prêmios consistiram em roteiros e pôsteres autografados, juntamente com DVDs. Para os zumbis, Boyle se inspirou em doenças reais como o Ebola, juntamente com aspectos da raiva. James McAvoy fez teste para um papel como zumbi. 

### Filmagens
O filme apresenta cenas ambientadas em partes normalmente movimentadas de Londres, como a Ponte Westminster, Piccadilly Circus, Horse Guards Parade e Oxford Street. Para retratar esses locais como desolados, a equipe de filmagem fechou seções das ruas por minutos de cada vez, geralmente nas primeiras horas da manhã antes do nascer do sol aos domingos. Normalmente, tinham cerca de 45 minutos após o amanhecer para filmar os locais sem tráfego e membros do público. Partes do filme foram gravadas com uma câmera de vídeo digital Canon XL1 (DV). As câmeras DV são muito menores e mais manobráveis do que as câmeras de filme tradicionais, o que teria sido impraticável em filmagens tão breves. As cenas da autoestrada M1 sem tráfego também foram filmadas dentro de períodos limitados. Um bloqueio policial móvel reduziu o tráfego o suficiente para deixar uma longa seção da pista vazia enquanto a cena era filmada. A seção da autoestrada retratada no filme fica perto de Milton Keynes, em Buckinghamshire, a cerca de 150 milhas a sudeste de Manchester.
Para a cena de Londres em que Jim passa pelo ônibus de dois andares virado, a equipe de filmagem colocou o ônibus de lado e o removeu quando a tomada foi concluída, tudo dentro de 20 minutos. A equipe havia solicitado permissão para colocar o ônibus do lado de fora de Downing Street, mas o Conselho da Cidade de Westminster ordenou que o colocassem em outro lugar. Quando chegaram às 4h e ninguém do conselho estava presente, eles o colocaram do lado de fora de Downing Street mesmo assim.
Os ataques de 11 de setembro ocorreram durante as filmagens. Boyle observa o paralelo entre os panfletos de "pessoas desaparecidas" vistos no início do filme e panfletos semelhantes postados na cidade de Nova York após os ataques. Boyle disse que sua equipe provavelmente não teria permissão para fechar o Whitehall para filmagem após os ataques terroristas. A equipe de produção contratou um oftalmologista para supervisionar o uso de lentes de contato vermelhas necessárias para os membros do elenco que interpretavam os infectados. 
A mansão usada no filme foi Trafalgar Park, perto de Salisbury. Muitos cômodos, incluindo a sala de música pintada por Cipriani e o salão principal, foram filmados com pouca decoração. As cenas ambientadas no andar de cima foram filmadas no andar de baixo, pois o proprietário da mansão residia no andar de cima. As antigas ruínas usadas como cenário para um interlúdio idílico em sua jornada para Manchester eram as de Waverley Abbey, em Surrey. As cenas finais do filme com Jim, Selena e Hannah vivendo em uma casa rural foram filmadas ao redor de Ennerdale, em Cumbria.
Em determinado momento, Macdonald anunciou à equipe que a produção havia ficado sem dinheiro. As filmagens cessaram sem que uma sequência de encerramento fosse filmada. Após apresentar várias ideias diferentes para um final e o final original, que mostrava a morte de Jim, testou mal com o público, o estúdio concedeu mais financiamento para filmar a cena final que foi eventualmente usada. A equipe organizou para um jato real voar sobre eles para filmar, pois isso era mais barato do que cerca de £70.000 para um gerado por computador.

### Final Alternativo
Os extras do DVD incluem três finais alternativos, todos os quais terminam com a morte de Jim. Um deles foi filmado, onde Jim morre devido aos ferimentos de bala. Em outro, é revelado que o surto é um sonho. O terceiro, uma partida mais radical, foi apresentado apenas em storyboards; em vez de Frank ser morto por soldados depois de ser infectado, os outros sobreviventes o amarram e descobrem um laboratório de pesquisa no bloqueio, onde Jim passa por uma transfusão de sangue para salvar Frank. O lançamento cinematográfico nos Estados Unidos incluiu um dos finais alternativos após os créditos do filme em resposta aos intensos debates online sobre se era ou não um final mais apropriado do que o final oficial. 

## Música
A trilha sonora do filme foi composta por John Murphy e foi lançada em uma compilação de trilha sonora/música em 2003. A trilha apresenta guitarra elétrica e produção eletrônica atmosférica. Também inclui faixas notáveis de Brian Eno, Grandaddy e Blue States. 
Uma versão fortemente editada da faixa "East Hastings" da banda de post-rock Godspeed You! Black Emperor aparece no filme, mas a faixa é excluída da trilha sonora, pois Boyle só conseguiu obter os direitos de usá-la no filme.
28 Days Later: The Soundtrack Album foi lançado em 17 de junho de 2003. Uma versão modificada da trilha "In The House – In A Heartbeat" foi usada como tema do personagem Big Daddy no filme de 2010 Kick-Ass. A mesma música foi tocada na campanha publicitária de 2012 da Louis Vuitton, L'Invitation au Voyage. Em 2019, a música foi remixada para incluir o tema de The Terminator de Brad Fiedel para o segundo trailer de Terminator: Dark Fate, e eventualmente remixada novamente e usada no jogo de vídeo de 2019 Metro Exodus.

## Recepção

### Bilheteria
28 Days Later foi um sucesso considerável nas bilheterias e tornou-se altamente lucrativo com um orçamento de cerca de £5 milhões. No Reino Unido, arrecadou £6,1 milhões, enquanto nos Estados Unidos, tornou-se um sucesso surpreendente, arrecadando mais de $45 milhões, apesar de um lançamento limitado em menos de 1.500 telas em todo o país. O filme arrecadou mais de $85,7 milhões em todo o mundo. 

### Critica
No agregador de críticas Rotten Tomatoes, que categoriza as opiniões apenas como positivas ou negativas, o filme tem um índice de aprovação de 87% calculado com base em 231 comentários dos críticos que é seguido do consenso: "Cineticamente dirigido por Danny Boyle, 28 Days Later é um filme aterrorizante de zumbis e uma alegoria política afiada
 Já no agregador Metacritic, com base em 39 opiniões de críticos que escrevem em maioria para a imprensa tradicional, o filme tem uma média aritmética ponderada de 73 entre 100, com a indicação de "revisões geralmente favoráveis".
Bravo concedeu-lhe o 100º lugar em sua lista The 100 Scariest Movie Moments em uma série de televisão de 2004 de 4 episódios. Os comentaristas explicaram que fazer os zumbis se moverem rápido pela primeira vez foi uma ideia brilhante e eficaz. Em 2007, a Stylus Magazine nomeou-o como o segundo melhor filme de zumbi de todos os tempos. O filme também ficou em 456º lugar na lista dos 500 maiores filmes de todos os tempos da Empire em 2008. O Bloody Disgusting classificou o filme em sétimo lugar na lista dos 20 melhores filmes de terror da década, com o artigo dizendo "Filme de zumbi? Alegoria política? Drama humanista? 28 Days Later é tudo isso e muito mais - uma genuína obra de arte de um diretor no topo de seu jogo. O que é tão incrível sobre o filme é a maneira como ele equilibra de forma tão habilidosa cenas de terror infernal para couro com momentos de beleza íntima."

### Impacto Cultural
28 Days Later teve um impacto significativo nos filmes de terror e foi creditado por iniciar um renascimento para o gênero zumbi, juntamente com a franquia Resident Evil. O remake de 2004 de Dawn of the Dead, por exemplo, foi influenciado por 28 Days Later. O filme foi seguido por outros filmes de infecção, como Shaun of the Dead (2004), Black Sheep (2006), Planet Terror (2007), Dead Snow (2009) e Zombieland (2009), bem como livros como World War Z (2006), Pride and Prejudice and Zombies (2009) e Warm Bodies (2010), e graphic novels e programas de televisão com temática zumbi, como The Walking Dead. A tendência de renascimento zumbi durou mais de uma década após 28 Days Later, antes de eventualmente diminuir em popularidade até o final dos anos 2010.
Durante a pandemia de COVID-19, imagens de um lockdown nacional no Reino Unido e ordens de ficar em casa em outros lugares foram comparadas à sequência de abertura de 28 Days Later. Em 2021, Megan Burns disse sobre o filme: "Quando me juntei ao elenco de 28 Days Later, não tinha ideia do quão grande seria o impacto cultural e o quão revolucionário seria para o gênero 'zumbi'. Mesmo agora, depois de todos esses anos, (ou talvez especialmente agora com a situação atual), as pessoas querem falar sobre o filme e isso é incrível." 
O filme também foi elogiado por sua abordagem realista e perturbadora da catástrofe social, explorando temas como isolamento, paranoia e a fragilidade da civilização diante de uma pandemia. Esses elementos contribuíram para uma reavaliação do gênero de terror, destacando a capacidade do cinema de transmitir metáforas poderosas sobre questões contemporâneas. Além disso, a trilha sonora minimalista de John Murphy, combinada com a ausência de trilha sonora em certas cenas, contribuiu para a atmosfera tensa e imersiva do filme.
O sucesso comercial e crítico de 28 Days Later também abriu caminho para uma série de produções de baixo orçamento e independentes explorarem temáticas semelhantes, muitas vezes utilizando técnicas de filmagem similares para criar um impacto visual e narrativo impressionante com recursos limitados.
Em última análise, 28 Days Later deixou um legado duradouro no cinema de terror, influenciando não apenas o subgênero zumbi, mas também a narrativa e estética de filmes de horror em geral. Sua capacidade de provocar discussões e permanecer relevante mesmo após anos de seu lançamento é um testemunho de seu impacto cultural duradouro. 

### Prêmios
- Melhor Filme de Terror (2003 U.S. Academy of Science Fiction, Fantasy & Horror Films - Saturn Award) [26]
- Melhor Filme Britânico (Empire Award)[27]
- Danny Boyle (Grande Prêmio do Filme de Fantasia Europeu em Prata)[28]
- Melhor Diretor - Danny Boyle (Prêmio Internacional de Filme de Fantasia)[29]
- Melhor Filme Internacional - Danny Boyle (Prêmio Narcisse)[28]
- Melhor Performance de Estreia - Naomie Harris (Black Reel)[28]
- Melhor Cinematografia - Anthony Dod Mantle (European Film Award)[28]

## Mídias Subsequentes

### Sequencias
Uma sequência, 28 Weeks Later, foi lançada em 11 de maio de 2007. Danny Boyle e Alex Garland assumiram papéis de produção ao lado de Andrew Macdonald. A trama gira em torno da chegada de tropas americanas cerca de sete meses após os incidentes no filme original, tentando restaurar a ordem e revitalizar uma Grã-Bretanha quase desolada. O elenco inclui Robert Carlyle, Rose Byrne, Jeremy Renner, Imogen Poots, Harold Perrineau, Catherine McCormack, Mackintosh Muggleton e Idris Elba.
Em março de 2007, Danny Boyle disse que estaria interessado em fazer um terceiro filme na série, 28 Months Later. Em 2019, ele disse: "Alex Garland e eu temos uma ideia maravilhosa para a terceira parte".
Em janeiro de 2024, foi anunciado que um terceiro filme da série, 28 Years Later, estava em desenvolvimento. Considerado o primeiro capítulo de uma potencial trilogia, Boyle dirigirá o primeiro filme e Garland escreverá todos os três. Com um orçamento planejado de $75 milhões por filme, a dupla também produzirá a trilogia ao lado do produtor original Andrew Macdonald e do ex-chefe da Fox Searchlight Pictures, Peter Rice. 

### Revista em Quadrinhos
Fox Atomic Comics, em associação com HarperCollins, lançou uma novela gráfica que preenche a lacuna temporal entre 28 Days Later e 28 Weeks Later, intitulada 28 Days Later: The Aftermath, escrita por Steve Niles.
28 Days Later, uma sequência em quadrinhos que também conecta Dias e Semanas e produzida pela Fox Atomic, começou a ser produzida em 2009. A série foca em Selena e responde perguntas sobre ela no filme e seu paradeiro na sequência.

## Disponibilidade digital
Até 2022, 28 Days Later havia se tornado indisponível nos serviços de streaming pertencentes à Disney, sugerindo que a Disney havia perdido os direitos sobre ele; apenas sua sequência, 28 Weeks Later (ainda de propriedade da Disney), estava disponível em sites de streaming.

Em fevereiro de 2024, foi revelado que o produtor Andrew MacDonald havia recomprado os direitos do filme da Searchlight Pictures, prontamente vendendo-o para a Sony Pictures juntamente com a sequência iminente, 28 Years Later.